# Реґленд (Алабама)
Реґленд (англ. Ragland) — місто (англ. town) в США, в окрузі Сент-Клер штату Алабама. Населення — 1693 особи (2020).

## Географія
Реґленд розташований за координатами 33°44′49″ пн. ш. 86°8′22″ зх. д. / 33.74694° пн. ш. 86.13944° зх. д. (33.746948, -86.139329).  За даними Бюро перепису населення США в 2010 році місто мало площу 43,71 км², з яких 43,58 км² — суходіл та 0,13 км² — водойми.

## Демографія
Згідно з переписом 2010 року, у місті мешкало 1639 осіб у 648 домогосподарствах у складі 467 родин. Густота населення становила 37 осіб/км².  Було 752 помешкання (17/км²).
Расовий склад населення:
| - 82,8 % — білих - 15,4 % — чорних або афроамериканців - 0,1 % — корінних американців - 0,1 % — азіатів |

До двох чи більше рас належало 0,9 %. Частка іспаномовних становила 0,3 % від усіх жителів.
За віковим діапазоном населення розподілялося таким чином: 22,5 % — особи молодші 18 років, 61,7 % — особи у віці 18—64 років, 15,8 % — особи у віці 65 років та старші. Медіана віку мешканця становила 40,1 року. На 100 осіб жіночої статі у місті припадало 91,5 чоловіків;  на 100 жінок у віці від 18 років та старших — 90,4 чоловіків також старших 18 років.
Середній дохід на одне домашнє господарство  становив 44 965 доларів США (медіана — 38 571), а середній дохід на одну сім'ю — 54 673 долари (медіана — 51 681). За межею бідності перебувало 17,0 % осіб, у тому числі 23,1 % дітей у віці до 18 років та 13,8 % осіб у віці 65 років та старших.
Цивільне працевлаштоване населення становило 635 осіб. Основні галузі зайнятості: виробництво — 29,8 %, освіта, охорона здоров'я та соціальна допомога — 21,9 %, транспорт — 14,0 %, роздрібна торгівля — 8,0 %.